# Fort Joubert
Le fort Joubert est un fort situé à Saint-Vincent-les-Forts, dans le département français des Alpes-de-Haute-Provence.

## Description
C'est Vauban  qui propose, le 25 décembre 1692, de fortifier le site avec une redoute à mâchicoulis de plan carré à quatre niveaux, cantonnée en diagonale par deux échauguettes. Il l'entoure d’une enceinte bastionnée en losange  comportant 3 échauguettes, percée d’une entrée au centre de la courtine sud-est, reliant deux demi-bastions. Une autre porte, équipée d’un hourd, est ouverte au front nord. L'intérieur est occupé par des éléments logistiques : citerne et logement d'officiers.
En 1882-83, le fort est modifié : La redoute à mâchicoulis est abaissée d'un étage et de la moitié d'un second, deux casemates voûtées accolées sont construites, le pont-levis est supprimé et remplacé par un tunnel creusé dans la roche (entrée actuelle),.

## Historique

### XVIIesiècle
Le village de Saint-Vincent domine le défilé aval de l’Ubaye. Protégé par un château, il est détruit par les Savoyards du duc Victor-Amédée pendant la guerre de la Ligue d’Augsbourg (1688-1697). Vauban conçoit un projet de fort à l'emplacement du château et l’ingénieur Richerand est chargé, en 1693, de diriger les travaux ; il modifie le projet de Vauban, en particulier le tracé de l’enceinte.
L’ouvrage est achevé en 1700. Richerand fait, de plus, édifier en 1696, une tour à hourds, ronde, reliée par une galerie de bois de 300 mètres, en avant du fort pour avoir une vue sur la route de Lauzet à Seyne-les-Alpes. Cet ouvrage, de très faible valeur militaire, avait un rôle de poste de guet ; elle subsiste aujourd'hui sous le nom de tour Vauban,. Richerand projette également une enceinte pour le village.
En 1700, Vauban se rend sur place et critique les modifications de son projet. Il demande des corrections au niveau des escarpements et des embrasures et revoit, parallèlement, le projet d’enceinte autour du village en dessinant un rempart à tours bastionnées semi-circulaires ; il préconise également la construction de casernes.

### XVIIIesiècle
Faute d’argent, seules des corrections de détails sont effectuées et l’enceinte du village ne sera pas réalisée. L’Ubaye devenant française en 1713, le fort de Saint-Vincent perd de son intérêt. Il est abandonné au XVIIIe siècle, et ne retrouve un intérêt militaire que pendant la Révolution Française.

### XIXesiècle
De 1825 à 1843, plusieurs projets sont élaborés dont la construction d'un second fort moderne, avec casemates à la Haxo. Seuls des travaux d'entretien sont réalisés. À partir de 1873, est lancé le programme de défense des frontières dit système Séré de Rivières. Saint-Vincent est choisi comme place arrière du verrou de Tournoux. 
De 1879 à 1887, Saint-Vincent est fortifié avec la construction de la caserne défensive Courtigis et de la redoute de Chaudon ; la redoute du fort est abaissée en 1882-83 et des casemates sont ajoutées. Sur les hauteurs sont érigés le poste crénelé du Ravin de la Tour et les batteries du Châtelard et du Colbas (Dormillouse),. Le nom du général Joubert  a été attribué au fort de Vauban en 1887. Le secteur de Saint-Vincent fera partie de l'Organisation défensive de l'Ubaye, ensemble d'ouvrages fortifiés répartis sur les communes de La Condamine-Chatelard, Fours, Jausiers, Larche, Le Lauzet-Ubaye, Meyronnes, Saint-Paul et Saint-Vincent.

### XXesiècle
En 1945, la charpente de la tour à hourds est détruite par la foudre, la tour continue à se dégrader jusqu'à sa rénovation à partir de 2002.

En 1997, le fort, en ruine, est acheté par des propriétaires privés. Depuis, l'Association des Amis du fort Saint-Vincent se charge de le restaurer. Le site est ouvert au public lors des Journées européennes du patrimoine.
L'édifice est classé au titre des monuments historiques en 1994.